# Microcosm: Portrait of a Central European City
Microcosm: Portrait of a Central European City (en español, Microcosmos: Retrato de una ciudad central europea) es un libro de Norman Davies y Roger Moorhouse que trata sobre la historia de Breslavia (Wroclaw), Polonia.

## Contenido
El libro comienza con una descripción del asedio y la caída del Breslau alemán al final de la Segunda Guerra Mundial. El Ataque del Ejército Rojo reduce muchas calles de la ciudad a escombros, los alemanes restantes se retiran gradualmente. La desesperada situación de los civiles, complicada por bombardeos, temperaturas de hasta menos 20 grados y escasez de alimentos, se deteriora aún más cuando la búsqueda de venganza de los líderes militares soviéticos permite asesinatos en masa, violaciones y saqueos.
El capítulo de apertura del libro contiene una descripción del asentamiento en la isla prehistórica en el Oder, cuyos habitantes participaron en el comercio del ámbar y de la sal. En los siguientes capítulos, llamados Wrotizla, Vretslav, Presslaw, Breslau y Wroclaw, se relata detalladamente los períodos siguientes. Los autores muestran el impacto de diversos fenómenos naturales y de otros sucesos como las pandemias, los pogromos, los ataques de los mongoles, las guerras husitas, las luchas de la Reforma, la guerra de los Treinta Años, el expansionismo prusiano, las guerras Napoleónicas, el nazismo y el estalinismo.
La premisa principal del libro es presentar la historia de Breslavia como un microcosmos de la historia de la Europa central en su conjunto. Para este fin, se sugiere que la ciudad lleva un conjunto de hitos históricos que podría ser interpretado como la experiencia particular histórica de esa región. Estos distintivos incluyen el asentamiento multinacional, la presencia de una comunidad judía, el desarrollo de políticas dinásticas en lugar de políticas nacionales en la era premoderna y la exposición en el siglo XX al nazismo y al comunismo soviético.

## Acogida
Microcosmos fue bien recibido por los lectores en su lanzamiento. Aparte de la versión original en inglés, el libro también fue publicado en polaco, alemán, checo e italiano. 
La mayoría de los críticos fueron muy positivos con el libro. En un artículo publicado en la revista “The English Historical Review”, Richard Butterwick escribió que:  "Davies y Moorhouse presentan la historia de la ciudad, un microcosmos de Europa Central, lo más imparcial posible, liberándolo de las camisas de fuerza de los nacionalismos alemán y polaco, y dando la debida importancia a sus componentes judíos y checos". Agregó que "Microcosmos debe ser reconocido como ejemplar". En “Spectator”,  Antony Beevor, por su parte , señaló "la erudición y la objetividad" del libro, y agregó que "también crea una historia fascinante". CJ Schüler ha llamado al libro "una historia impresionante y oportuna de una de las ciudades más grandes del continente".
Winfried Irgang, director del Instituto Herder Marburg, criticó el libro por una serie de fallos técnicos e incluso errores de hecho sobre todo en las secciones sobre Edad Media y la era de los Habsburgo. Irgang además establece que Davies no estaba familiarizado con el tema.
El historiador Peter Oliver Loew, científico y vicedirector del Deutsches Polen-Institut (Instituto Alemán de Polonia), declaró que los autores no están familiarizados con el tema y tienen una tendencia a enfatizar el aspecto multicultural de la ciudad con el fin de complacer al ayuntamiento, el promotor de la obra. Para Loew la obra “no tiene, en gran parte, valor como fuente académica".
Hubert Zawadzki, escribiendo en “Slavonic and Eastern European Review “ escribió que el libro tiene "algo de épico", y que eso consigue ir más allá de la rivalidad tradicional entre Alemania y Polonia en la historiografía sobre la ciudad. Además, Zawadzki elogió el trabajo por contener material de interés tanto para el historiador especializado como para el lector laico.
El historiador Adam Zamoyski también elogió el trabajo diciendo que queda "por encima de las disputas nacionales" y compara favorablemente a Davies y Moorhouse con Fernand Braudel, uno de los más grandes de los historiadores modernos.
En “The Telegraph”, David Isaacson afirmó que el libro es una "excelente contribución" para la comprensión internacional.